# Maximilian Zürn
Maximilian Zürn (* 19. September 1871 in München; † 4. Juli 1943 ebenda) war ein deutscher Offizier, zuletzt Generalmajor im Zweiten Weltkrieg.

## Leben

### Herkunft
Zürn war der Sohn eines Oberlandesgerichtsrates.

### Militärkarriere
Nach dem Besuch eines Humanistischen Gymnasiums trat Zürn 1891 als Freiwilliger auf Beförderung in das 6. Chevaulegers-Regiment der Bayerischen Armee in Bayreuth ein. Nach dem erfolgreichen Besuch der Kriegsschule wurde er 1893 zum Sekondeleutnant befördert, in das 5. Chevaulegers-Regiment und dort ab 1897 als Regimentsadjutant verwendet. Von 1901 bis 1903 folgte seine Kommandierung zur Equitationsanstalt und im Anschluss daran absolvierte Zürn bis 1906 die Kriegsakademie, die ihm die Qualifikation für die Höhere Adjutantur und den Referatsdienst aussprach. Als Rittmeister war Zürn dann Adjutant der 1. Kavallerie-Brigade sowie von 1909 bis 1911 Eskadronchef im 4. Chevaulegers-Regiment „König“.  Anschließend wurde Zürn Zweiter Adjutant des Generalkommandos des II. Armee-Korps in Würzburg und 1912 zum Major befördert.
Nach Ausbruch des Ersten Weltkriegs war er mit dem Korps zunächst in Lothringen, später in Frankreich. Am 14. Juli 1915 wurde Zürn Kommandeur des 1. Ulanen-Regiments „Kaiser Wilhelm II., König von Preußen“, mit dem er ausschließlich an der Ostfront zum Einsatz kam. Zunächst kämpfte es in Polen, stieß über Kurland nach Litauen vor und ging hier an der Komaika in den Stellungskrieg über. Ende September kam er dann in die Ukraine und lag bis 1918 am Stochod im Stellungskrieg. Nach dem Frieden von Brest-Litowsk verblieb er mit seinem Regiment als Polizeitruppe zur Unterstützung der Volksrepublik gegen die Bolschewiki dort. Am 27. Oktober 1918 gab Zürn das Regiment ab und erhielt dafür das Kommando über das Ersatz-Infanterie-Regiment 2.
Für seine Leistungen während des Krieges war Zürn mit beiden Klassen des Eisernen Kreuzes, dem Militärverdienstorden III. Klasse mit Schwertern, dem Hanseatenkreuz Hamburg sowie dem Österreichischen Militärverdienstkreuz III. Klasse mit Kriegsdekoration ausgezeichnet worden.
Nach dem Waffenstillstand von Compiègne führte er seine Truppe in die Heimat zurück und leitete die Demobilisierung und Auflösung des Regiments. Anschließend wurde Zürn als Kommandeur des Reichswehr-Kavallerie-Regiments 23 in die Vorläufige Reichswehr übernommen. Dieses Regiment ging im Übergangsheer am 1. Mai 1920 in das Reiter-Regiment 17 auf und Zürn behielt als Oberstleutnant weiterhin das Kommando. Er verblieb auf diesem Posten auch mit Bildung der Reichswehr und wurde am 1. April 1922 zum Oberst befördert. Anfang 1927 gab Zürn das Regiment ab, kam zum Stab des Infanterieführers VII, wurde am 1. Februar 1927 Generalmajor und als solcher zur Kommandantur München versetzt. Im selben Jahr erfolgte noch seine Verabschiedung aus dem aktiven Militärdienst.
Vor dem Beginn des Zweiten Weltkriegs wurde Zürn zum Heer der Wehrmacht reaktiviert und war ab 25. Oktober 1939 Kommandeur der Division 427. Mit der Umbildung zur 557. Infanterie-Division gab er das Kommando am 7. Februar 1940 an Generalmajor Hermann Kuprion ab. Seine Mobilmachungsbestimmung wurde daraufhin aufgehoben.